# Ókori kínai szövegek listája
A lista az ókori (kezdetektől a Han-kor végéig) kínai művek címeit tartalmazza ábécé sorrendbe rendezve. A címek csak magyaros átírásban illetve hagyományos kínai írásjegyekkel feltüntetve szerepelnek.
| - Ce-hua-ce (《子華子》) - Can-tung-csi (《參同契》) - Co csuan (《左傳》) | - Csan-kuo cö (《戰國策》) - Csi-csung csou-su (《汲冢周书》) - Csi-ni-ce (《計倪子》) - Csi-tiao-ce (《漆雕子》) - Csien csu ko su (《諫逐客書》) - Csien-fu lun (《潛夫論》) - Csien Han-csi (《前漢記》) - Csing-ce (《景子》) - Csiu-csang szuan-su (《九章算術》) - Csou-ji (《周易》) - Csou-li (《周禮》) - Csou-pi szuan-csing (《周髀算經》) - Csu-ce (《楚辭》) - Csu-su csi-nien (《竹書紀年》) - Csuang-ce (《莊子》) - Csun-csiu (《春秋》) - Csun-csiu fan-lu (《春秋繁露》) - Csun-csiu Ku-liang csuan (《春秋穀梁傳》) - Csun-csiu Kung-jang csuan (《春秋公羊傳》) - Csun-csiu si-jü (《春秋事語》) - Csung jung (《中庸》) | - Er ja (《爾雅》) |

| - Fa csing (《法經》) - Fa jen (《法言》) - Fang-jen (《方言》) - Feng-szu tung-ji (《風俗通義》) | - Haj-nej si-csou csi (《海內十洲記》) - Han Fej-ce (《韓非子》) - Han-csi (《漢記》) - Han-si vaj-csuan (《韓詩外傳》) - Han su (《漢書》) - Ho-kuan-ce (《鶴冠子》) - Ho-sang Kung pen Lao-ce csi Ho-sang Kung csu (《河上公本老子河上公注》) - Hou Han su (《後漢書》) - Hsziang-pej-csing (《相貝經》) - Hsziao-csing (《孝經》) - Hsziao Er ja (《小爾雅》) - Hszin jü (《新語》) - Hszin-hszü (《新序》) - Hszin-lun (《新論》) - Hszin-su (《新書》) - Hszü Lo su (《徐樂書》) - Hszün-ce (《荀子》) - Huaj-nan-ce (《淮南子》) - Huang-ti nej-csing (《黃帝內經》) - Huang-ti sze-csing (《黃帝四經》) | - Jen An su (《嚴安書》) - Jen-ce csun-csiu (《晏子春秋》) - Jen Tan ce (《燕丹子》) - Jen-tie lun (《鹽鐵論》) - Ji csing (《易經》) - Ji-csou-su (《逸周書》) - Jin-fu-csing (《陰符經》) - Ji-li (《儀禮》) - Ji-lin (《易林》) - Jin-ven-ce (《尹文子》) - Jou Jü su (《由余書》) - Jü-ce (《鬻子》) - Jü Hszin (《》) - Jü-lie-fu (《羽獵賦》) - Jü-ling-ce (《於陵子》) - Jüe csing (《樂經》) - Jüe-csüe su (《越絕書》) |

| - Ku-liang csuan (《穀梁傳》) - Kuan-ce (《管子》) - Kuj-ku-ce (《鬼谷子》) - Kung-ce csia-jü (《孔子家語》) - Kung-cung-ce (《孔叢子》) - Kung-jang csuan (《公羊傳》) - Kung-szun Lung-ce (《公孫龍子》) - Kung-szun Ni-ce (《公孫尼子》) - Kuo jü (《國語》) | - Lao-ce Tao-tö-king (《老子道德經》) - Li Hszü-csung ming-su (《李虛中命書》) - Lie-nü csuan (《烈女傳》) - Lie-hszien csuan (《列仙傳》) - Lie-ce (《列子》) - Li csi (《禮記》) - Ling-su csing (《靈樞經》) - Liu tao (《六韜》) - Lun-csi csu-su (《論積貯疏》) - Lun-heng (《論衡》) - Lun-jü (《論語》) - Lü-si Csun-csiu (《呂氏春秋》) | - Mao-si (《毛詩》) - Meng-ce (《孟子》) - Mo-ce (《墨子》) - Mu Tien-ce csuan (《穆天子傳》) |

| - Nan csing (《難經》) - Ning-ce (《甯子》) - Nü-csie (《女誡》) - Nü-si-csen (《女師箴》) | - Paj-hu tung (《白虎通》) | - San-haj-csing (《山海經》) - Sang csün su (《商君書》) - Sang-su (《尚書》) - Sang-su ta-csuan (《尚書大傳》) - Sen-ji-csing (《神異經》) - Sen-ce (《申子》) - Sen-ce (《慎子》) - Sen-csien (《申鑒》) - Sen-nung pen-cao csing (《神農本草經》) - Si-ce (《尸子》) - Si csi (《史記》) - Si csing (《詩經》) - Si-pen (《世本》) - Si-csou-pien (《史籀篇》) - Si-ming (《釋名》) - Su csing (《書經》) - Suj-hu-ti Csin-mu csu-csien (《睡虎地秦简》) - Suo jüan (《說苑》) - Suo-ven csie-ce (《說文解字》) |

| - Szan lüe (《三略》) - Sze-ma fa (《司馬法》) - Szun-ce ping-fa (《孫子兵法》) - Szun Pin ping-fa (《孫臏兵法》) | - Ta hszüe (《大學》) - Ta Taj Li-csi (《大戴禮記》) - Taj-hszüan-csing (《太玄經》) - Taj-ji seng-suj (《太一生水》) - Tang Jü cse tao (《唐虞之道》) - Tao-cang Vang Pi pen Lao-ce (《道藏王弼本老子》) - Tao-tö-king (《道德經》) - Teng-hszi-ce (《鄧析子》) - Tu-duan (《獨斷》) - Tung kuan Han csi (《東觀漢記》) | - Vej Liao-ce (《尉繚子》) - Ven-ce (《文子》) - Vu-ce (《吳子》) - Vu Jüe csun-csiu (《吳越春秋》) - Vu-si-er ping-fang (《五十二病方》) - Vu-vei Han-tai ji-csian (《武威漢代醫簡》) - Zsung Cseng si (《容成氏》) |